# ويلهلم شولتسه
ويلهلم شولتسه (بالألمانية: Wilhelm Schulze)‏ هو أستاذ جامعي وطبيب بيطري ألماني، ولد في 10 ديسمبر 1920 في لايبزيغ في ألمانيا، وتوفي في 30 ديسمبر 2002 في هانوفر في ألمانيا.